# Ligue française de roller soccer
La Ligue française de roller soccer (LFRS) est une association française loi de 1901 fondée le 11 novembre 2007  regroupant les clubs de rollersoccer français et organisant les compétitions nationales et les matchs internationaux de la sélection nationale. Elle regroupe les clubs de la section élite du rollersoccer en France.

## Compétition
La LFRS s'occupe d'organiser les compétitions suivantes :
- Coupe de France de Roller Soccer
- Championnat Île de France de roller soccer
- Championnat de France Elite de Roller Soccer Zone Nord/Sud

## Composition
La Ligue française de roller soccer est fondée le 11 novembre 2007 à Marseille par la réunion des principaux clubs français par les clubs de Roller Soccer Club AMSCAS (Marseille), Paris Roller Foot RSC Toulon et de Caen RSA (disparu aujourd'hui). Elle est néanmoins réellement active que depuis 2009 et la création de la Coupe de France de rollersoccer 2009 disputée à Épinay-sur-Orge. Depuis 2013, d'autres clubs ont intégré la LFRS : Le Havre SK, Bruxelles RF (affilié à la Ligue Française), Phenix RF Marseille, Cabriès RF et UMS Pontault-Combault.
À partir de la saison 2015-2016, les équipes franciliennes se réunissent pour créer le championnat Île de France de Roller soccer afin de lancer de nouvelles équipes et de se rapprocher du niveau des clubs du sud de la France encore aujourd'hui plus développés que les clubs franciliens.